# Барш, Николай Иванович
Николай Иванович Барш (1760—1816) — вологодский гражданский губернатор.

## Биография
Сын адмирала Ивана Яковлевича Барша; родился в декабре 1760 году (другие источники указывают 1750 год), в 1767 г. он поступил на военную флотскую службу в «морские солдатские батальоны в подпрапорщики». Находился на корабле «Три Святителя». В 1769 году плавал в эскадрах адмирала Спиридова и контр-адмирала Эльфинстона.
С 17 марта 1770 года прапорщик. На корабле «Саратов» участвовал в сражениях с турецким флотом при Наполи-ди-Романья и Чесме. С 20 августа 1771 года мичман. В 1772—1773 годах находился при Петербургской корабельной команде и при Ревельском порте. С 1 января 1775 года лейтенант. В 1779 году его фрегат «Наталья», направлявшийся в Англию, потерпел крушение. В 1780 году возвратился в Кронштадт.
Масон, в 1781 году оратор кронштадтской ложи «Нептуна», одним из руководителей которой был его отец.
В 1782—1784 годах в эскадре вице-адмирала Чичагова плавал в Ливорно и обратно. С 1 января 1783 года капитан-лейтенант. В 1786—1792 командовал фрегатом «Надежда». С 1 мая 1789 года капитан 2-го ранга. В 1790 г. участвовал в Ревельском и Выборгском сражениях со шведами. Награждён золотой шпагой с надписью «За храбрость».
С 1792 г. состоял командиром Ревельского порта. 1 января 1796 года произведен в капитаны 1-го ранга. В 1797—1798 г. находился при Петербургском порте и в конце 1798 г. был уволен от службы с чином капитан-командора. Со следующего года, принятый вновь на службу, Барш состоял несколько лет в должности генерал-интенданта. 20 октября 1809 года назначен капитаном Ревельского порта. 10 декабря 1810 года определён, с переименованием и действительные статские советники, Вологодским гражданским губернатором. Формально числился на этом посту по 1815 год, хотя в 1814 году был отрешён от должности и предан суду.
Среди прочих наград Барш имел орден св. Георгия 4-й степени, пожалованный ему 26 ноября 1795 года за проведение 18 полугодовых морских кампаний (№ 1234 по списку Григоровича — Степанова).
Умер в 1816 году. Похоронен в Прилуцком монастыре.

## Награды
- Орден Святого Георгия 4-го класса (26.11.1795)
- Орден Святой Анны 3-й степени (10.07.1797)
- Орден Святой Анны 1-й степени (1.04.1811)